# Sale el Sol
Sale el Sol (ang. The Sun Comes Out) – dziewiąty, studyjny album kolumbijskiej piosenkarki Shakiry. Album został wydany 19 października 2010 roku, przez wytwórnie Epic Records i Sony Music Latin. Na płycie znajdują się głównie hiszpańskojęzyczne piosenki oraz trzy single, „Loca”, „Sale el Sol” i „Rabiosa”. Dodatkowo przebój „Waka Waka” w wersji angielskiej i hiszpańskiej, który szybko stał się międzynarodowym hitem w 2010 roku, był również oficjalną piosenką Mistrzostw Świata w Piłce Nożnej w Południowej Afryce. Shakira po raz pierwszy zdecydowała się wydać album w dwóch wersjach, ze standardową twardą i ekologiczną miękką okładką. Album był promowany podczas światowego tournée The Sun Comes Out World Tour, w Polsce koncert odbył się 17 maja 2011 roku w łódzkiej Atlas Arenie.
Album w Polsce uzyskał certyfikat platynowej płyty.

## Lista utworów
| #  | Tytuł                                   | Produkcja                      | Słowa                                                                           | Czas |
| -- | --------------------------------------- | ------------------------------ | ------------------------------------------------------------------------------- | ---- |
| 1  | „Sale el Sol”                           | Luis Ochoa                     | Luis Ochoa                                                                      | 3:21 |
| 2  | „Loca” (gośc. Dizzee Rascal)            | El Cata, Pitbull               | Bello, Dylan Mills, Pérez                                                       | 3:13 |
| 3  | „Antes de las Seis”                     | Lester Mendez                  | Lester Mendez                                                                   | 2:56 |
| 4  | „Gordita” (gośc. Residente of Calle 13) | Calle 13                       | Réne Pérez                                                                      | 3:26 |
| 5  | „Addicted to You”                       | El Cata, John Hill, Luis Ochoa | Bello, John Hill, Luis Ochoa                                                    | 2:28 |
| 6  | „Lo Que Más”                            | Lester Mendez, Albert Menéndez | Albert Menéndez                                                                 | 2:29 |
| 7  | „Mariposas”                             | Albert Menéndez                | Albert Menéndez                                                                 | 3:47 |
| 8  | „Rabiosa” (gośc. Pitbull)               | El Cata, Pitbull, Jim Jonsin   | Bello, Réne Pérez                                                               | 2:52 |
| 9  | „Devoción”                              | John Hill                      | Sam Endicott, Gustavo Cerati, Jorge Drexler, Hill                               | 3:31 |
| 10 | „Islands”                               | Lukas Burton                   | Romy Madley Croft, Baria Qureshi, Oliver Sim, Jamie Smith (The XX)              | 2:45 |
| 11 | „Tu Boca”                               | John Hill                      | Tim Mitchell, Cerati, Menéndez, Drexler                                         | 3:27 |
| 12 | „Waka Waka” (gośc. Grandchildren)       | John Hill                      | John Hill, Emile Kojidie, Jean Paul Ze Belle, Eugene Victor Dooh Belly          | 3:07 |
| 13 | „Loca” (hiszpańska wersja)              | El Cata, Pitbull               | Bello, Dylan Mills, Réne Pérez                                                  | 3:05 |
| 14 | „Rabiosa” (hiszpańska wersja)           | El Cata, Pitbull, Jim Jonsin   | Bello, Réne Pérez                                                               | 2:52 |
| 15 | „Waka Waka” (hiszpańska wersja)         | John Hill                      | Drexler, John Hill, Emile Kojidie, Jean Paul Ze Belle, Eugene Victor Dooh Belly | 3:07 |